# فرایند گرمازا

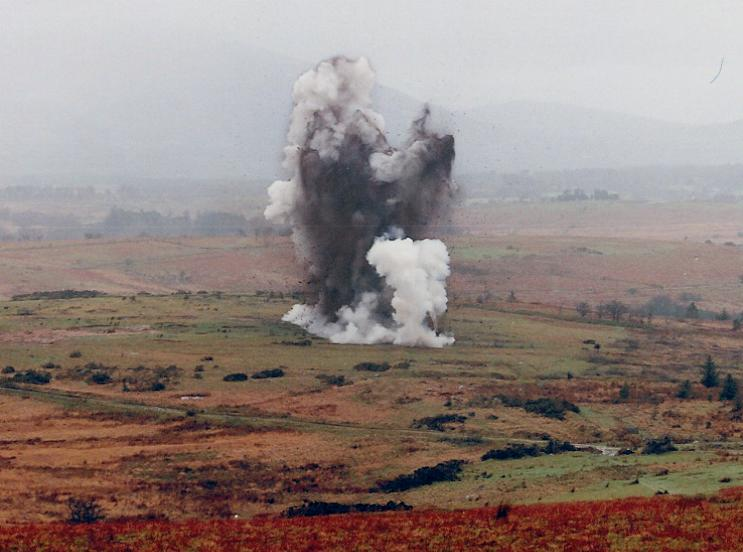
انفجارها نمونه‌ای از واکنش‌های خشونت‌آمیز فرایند گرمازایی (اکسوترمیک) هستند.

در ترمودینامیک، فرایند گرمازا یا فرایند اکسوترمیک؛ (به انگلیسی: Exothermic process) یک فرایند یا واکنشی را توصیف می‌کند که انرژی را از سیستم به محیط اطراف آن تخلیه می‌کند؛ معمولاً به شکل گرما، یا همچنین به شکل نور (مانند جرقه، شعله، یا فلش)، برق (مثلاً باتری)، یا صدا (به عنوان مثال انفجار که هنگام سوزاندن هیدروژن شنیده می‌شود). اصطلاح (
اکسوترمیک exothermic) برای نخستین بار توسط مارسلین بارتلت، دانشمند ترموشیمی فرانسوی، با استفاده از پیشوند یونانی (έξω exō، به معنای "بیرون") و کلمه یونانی θερμικός (thermicόs، یعنی "حرارتی")، ساخته شد. در برابر این فرایند، فرایند انتروتریک (واکنش گرماگیر) قرار دارد که فرایندی است که انرژی را به صورت گرما جذب می‌کند.
این مفهوم اغلب در علوم فیزیکی تا واکنش‌های شیمیایی استفاده می‌شود؛ جایی که به عنوان انرژی پیوندی به انرژی گرمایی (گرما) تبدیل می‌شود.